# Sudarat Keyuraphan
Sudarat Keyuraphan (em tailandês:  สุดารัตน์ เกยุราพันธุ์; 1 de maio de 1961 — ) é uma política tailandesa. Ela foi política do Partido Thai Rak Thai de 2004.